# Kanelaldehyd
Kanelaldehyd (närmare bestämt trans-kanelaldehyd, den enda naturligt förekommande formen) är den kemiska förening som ger smak åt kanel.
Kanelaldehyd förekommer naturligt i kanelträdets bark och i andra arter i släktet Cinnamomum som kamferträdet och kassiaträdet. Dessa träd är den naturliga källan till kanel, och den eteriska oljan från kanelträdets bark är ungefär 90 % kanelaldehyd.

## Struktur och fysikaliska egenskaper
Kanelaldehyd är vid rumstemperatur en gul oljig vätska som är mer viskös än vatten. Vätskan har en stark kaneldoft.
Koncentrerad kanelaldehyd irriterar huden, och är giftig i stora doser, men inga hälsoskyddsmyndigheter misstänker att ämnet är cancerframkallande eller utgör en långsiktig hälsorisk. Större delen av äten kanelaldehyd utsöndras i urinen som kanelsyra, en oxiderad form av kanelaldehyd.
Kanelaldehyd är en aromatisk aldehyd, med en bensenring som har en sidokedja (substituent). I sidokedjan finns en konjugerad dubbelbindning som gör att den molekylära geometrin är plan. Kanelaldehyd är tekniskt sett trans-kanelaldehyd eftersom karbonylgruppen i sidokedjans slut sitter på motsatt sida om bensenringen runt dubbelbindningen.

## Framställning
Ett sätt att syntetisera kanelaldehyd beskrevs 1884. Flera syntesmetoder är nu kända, men den billigaste framställningsmetoden är fortfarande ångdestillation av oljan från kanelträdets bark. Föreningen kan framställas från liknande föreningar som kanelalkohol (alkoholformen av kanelaldehyd), men den första syntesen från obesläktade ämnen var aldolreaktionen mellan bensaldehyd och acetaldehyd.

## Användningsområden
Det mest självklara användningsområdet för kanelaldehyd är som smaksättare. För att smaksätta saker som tuggummi, glass, godis och drycker krävs det mellan 9 och 4900 ppm (det vill säga mindre än 0,5 %).
Kanelaldehyd används i en del parfymer med söta eller fruktiga dofter. Mandel- och aprikosarom kan ha kanelaldehyd som en ingrediens.
Föreningen används också som fungicid. Den har visats vara effektiv på mer än 40 grödor, och används vanligtvis på växternas rotsystem. Dess låga giftighet och välkända egenskaper gör den idealisk för jordbruk. I mindre utsträckning används kanelaldehyd också som insekticid, och dess doft avskräcker djur, till exempel katter och hundar.
Kanelaldehyd kan också användas som korrosionsinhibitor för stål och andra järnlegeringar i frätande vätskor. Det kan användas tillsammans med andra ämnen som dispergeringsmedel, lösningsmedel och surfaktanter.